# مقتل الزيدي
مقتل الزيدي  قرية سوريّة تتبع إداريّاً لمحافظة حلب منطقة جبل سمعان ناحية تل الضمان، بلغ تعداد سكانها 212 نسمة حسب التعداد السكاني لعام 2004.